# Uvviken
Uvviken este o arie protejată (arie specială de conservare — SAC, sit de importanță comunitară — SCI) din Suedia întinsă pe o suprafață de 354,7 ha, integral pe uscat.

## Localizare
Centrul sitului Uvviken este situat la coordonatele 58°40′39″N 14°41′54″E / 58.6774°N 14.6982°E.

## Înființare
Situl Uvviken a fost declarat sit de importanță comunitară în iunie 1996 pentru a proteja 2 specii de animale. Situl a fost protejat și ca arie specială de conservare în martie 2011.

## Biodiversitate
Situată în ecoregiunea boreală, aria protejată conține 6 habitate naturale: Ape stătătoare oligotrofe până la mezotrofe, cu vegetație de Littorelletea uniflorae și/sau de Isoëto-Nanojuncetea, Mlaștini turboase de tranziție și turbării mișcătoare, Mlaștini împădurite, Taiga vestică, Păduri caducifoliate de mlaștină fino-scandinave, Roci stâncoase cu vegetație pionieră de Sedo-Scleranthion sau Sedo albi-Veronicion dillenii.
La baza desemnării sitului se află mai multe specii protejate de  pești (2): zvârluga (Cobitis taenia), zglăvoacă (Cottus gobio).